# Братолюбов, Юрий Моисеевич
Ю́рий (Юлиа́н) Моисе́евич Братолю́бов (11 апреля 1931 — 26 июня 2009) — советский и американский тромбонист, руководитель джазового ансамбля.

## Биография
В 1955 году окончил Киевскую вечернюю музыкальную школу (теперь им. К. Стеценко) по классу тромбона. Был учеником Василия Гараня.
Артист Эстрадного оркестра Украинской республиканской эстрады (1957—1961) и джаз-оркестра «Днепр» (1961—1964). В 1962 году руководил первым профессиональным джазовым ансамблем (октетом) в Киеве: В. Климков — труба, Ю. Братолюбов — тромбон, М. Резницкий — альт-саксофон, кларнет, Б. Людмера — тенор-саксофон, И. Литвинский — баритон-саксофон, В. Ильин — фортепиано, 3. Хамистос — контрабас, Л. Заляпин — ударные. В 1964—1976 годах был тромбонистом Эстрадного оркестра Украинского радио и телевидения.
В 1976 году эмигрировал в США. За рубежом начал писать музыку к фильмам, работал на студии Universal Pictures. Он часто работал с композиторами Марко Белтрами, Рэнди Эдельманом и Дэнни Эльфманом и возглавлял команды, занимавшиеся подготовкой ряда саундтреков к таким фильмам, как «Где-то во времени» (1980), «Из Африки» (1985), «Побег из Шоушенка» (1994), «Ромео + Джульетта» (1996), «Титаник» (1997), «Красота по-американски» (1999), «Зелёная миля» (1999), «Гангстер» (2007), «ВАЛЛ-И» (2008) и «Ральф» (2009).
Юрий Братолюбов умер 26 июня 2009 года в Калифорнии, похоронен на еврейском кладбище Мемориальный парк гора Синай, Лос-Анджелес.